# The Daily Life of a French Sailor
The Daily Life of a French Sailor è un cortometraggio muto del 1907. Il nome del regista non viene riportato nei credit del film di cui non si conosce il titolo originale francese ma solo quello della distribuzione USA.

## Produzione
Il film fu prodotto dalla Pathé Frères.

## Distribuzione
Distribuito dalla Pathé Frères, il documentario - un cortometraggio di 210 metri - uscì nelle sale francesi nel 1907. La Pathé lo distribuì anche negli Stati Uniti, dove venne importato e presentato il 21 dicembre 1907.